# Людина-звір
«Людина-звір» (фр. La Bête Humaine) — роман Еміля Золя, вперше опублікований 1890 року. Сімнадцятий роман циклу «Ругон-Маккари». Роман-нуар і разом з тим твір, що описує французьку залізницю XIX століття. Головний герой твору — Жак Лантьє, син Жервези Маккар (героїні роману «Пастка») та її коханця Оґюста Лантьє. Роман опубліковано 1888 року, його дія розгортається в 1868—1870 роках.

## Головні герої
- Рубо — помічник начальника станції в Гаврі, 40 років.
- Северіна Рубо — дружина Рубо, 25 років.
- Жак Лантьє — машиніст II класу, 26 років. Представник родини Ругон-Маккарів.

Роман не входив до початкового списку романів, які автор планував включити до циклу. Вперше про книгу згадано в записці, яку датують 1871 або 1873 роком (це вже третій список творів циклу). Текст ще не мав власної назви, але письменник уже планував поєднати опис життя залізниці з елементами судового роману. Головним героєм було названо Етьєна Лантьє (з роману «Жерміналь»), але пізніше Золя ввів у родовід Ругон-Маккарів нового персонажа. При створенні матеріалу письменник використав елементи реальних судових справ.
«Людина-звір» є найповнішою реалізацією літературної концепції впливу успадкування рис предків на життя людини, яку Золя розвинув, спираючись на праці лікаря Проспера Люка, й водночас типовою реалізацією натуралістичного методу документування, притаманного соціальним романам. Роман також є інтерпретацією поглядів письменника на проблеми технічного прогресу та людської натури.

## Назва
Український переклад назви твору не зовсім відповідає намірам автора, для якого слово la bête в цьому контексті означало тварину і вписувалося в роман «Пастка» — ранній контекст розмов про людей-тварин: алкоголіків, керованих примітивними інстинктами, або навіть людей у цілому, в яких інстинкти (з різних причин) переважали над раціональним. У романі «людина-звір» (Жак Лантьє) також стикається з «олюдненим» паровозом Лізон, чий рух, швидкість, а потім руйнування в залізничній катастрофі автор описує як історію життя та смерті жінки.

## Ідея та створення

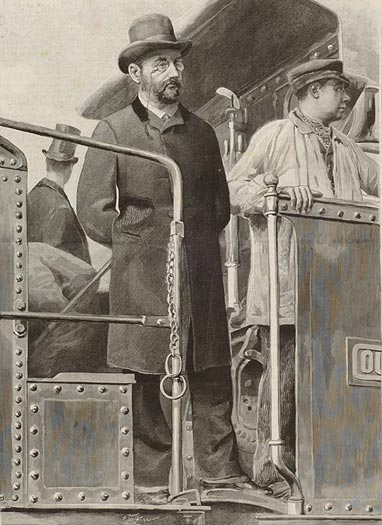
Щоб краще дізнатися про життя залізничників, Еміль Золя їздив на локомотиві

### Головний герой
Еміль Золя припустився у «Людині-звірі» деякої непослідовності: він увів героя, якого спочатку не планував у циклі, його немає у списку героїв, складеному до початку роботи. Жак Лантьє не фігурує в романі «Пастка», присвяченому історії його матері та її бурхливим стосункам з Огюстом Лантьє, де згадано двох його братів — Клода та Етьєна. Автор планував написати роман про вбивцю, який, відповідно до популярної теорії XIX століття, успадкував злочин від батьків-алкоголіків. Згідно з початковими планами, «людиною-звіром» мав стати молодший брат Жака — Етьєн, герой «Жерміналя». Проте, Золя, працюючи над «Жерміналем», надто прив'язався до цього персонажа, щоб зробити його виродком та злочинцем у наступних частинах, руйнуючи вже створений образ шляхетного робітника-активіста.

### Генезис сюжету
Створюючи 1868 року один із початкових начерків запланованої серії романів, Золя помістив серед запланованих героїв із сім'ї Маккар — поряд з художником і повією — також убивцю. Цю концепцію вказано в листі видавцеві. Герой, тоді Етьєн Лантьє, мав стати «спадковим убивцею», злочинцем, у якому виник інстинкт убивати через алкоголізм його батьків. Автор стверджував, що йому були відомі такі випадки. Працюючи журналістом, він кілька разів повідомляв про судові справи, його зацікавили як підозрювані, так і у функціонування пенітенціарної системи; спочатку «роман про вбивцю» мав стосуватися судової системи.
Анрі Вінсено зазначав, що близьке сусідство будинку Золя в Медані і недавно відкритої залізничної лінії з Парижа в Гавр викликало інтерес письменника до розвитку залізниці, він захопився поїздами як новим елементом соціальної реальності, символом прогресу. Протягом короткого часу Золя навіть вважав, що швидкий рух залізницею запобігатиме війнам та гуманітарним катастрофам. Письменник багато спостерігав за поїздками на потязі, зокрема й на експресі до Гавра, який зіграє вирішальну роль у романі. Він багато разів відвідував залізничні станції в Парижі та машинне відділення в Батіньйолі, малював та описував структуру залізничної лінії та залізничного мосту, а також цікавився специфікою життя залізничників. 1878 року, під час зустрічі з Едмондо де Амічісом, він розповів йому про запланований твір, у якому мали з'явитися численні сцени, пов'язані із залізницею, включно з описом зусиль машиніста та локомотива з місцем події. Остання концепція мала тісний зв'язок з одним із кошмарів, що мучили Золя, про який він неодноразово розповідав своєму лікарю — ірраціональний страх перед поїздом у тунелі: він боявся, що обидва входи в тунель обваляться, поховавши живцем пасажирів транспортного засобу.
1882 року проєкт роману про поїзди був настільки конкретизований, що Золя зміг уявити загальне тло роботи, фактично використане пізніше в «Людині-звірі»: порожні рівнини, через які проходить експрес, самотній будинок біля рейок і жінка з прапором на залізничному переїзді, що створювало відчуття ізольованості. За два роки, за спогадами братів Гонкур, Золя вже працював над романом, головним героєм якого був залізничник, у якому мав з'явитися мотив страйку і судова влада. Це наводить на думку про початковий зв'язок між «Людиною-звіром» і «Жерміналем», що є цілком ймовірним у світлі планів Золя, пов'язаних із фігурою Етьєна Лантьє, який у романі «Пастка» готувався працювати машиністом поїзда. Автор вирішив зробити його шахтарем лише під час збирання матеріалів для «Жерміналя».
Остаточний проєкт роману було створено, коли Золя об'єднав залізницю з уже запланованим романом про «людину-звіра», який вчиняє злочин, та романом про судову владу. Обґрунтування літературної концепції відбулося під впливом зростання філософської дискусії про вбивство та «право на вбивство» видатними особистостями (роман Достоєвського). Одночасно бурхливо розвивалися судова медицина, антропологія та кримінологія, а 1887 року значної популярності набули дослідження італійського антрополога Чезаре Ломброзо «Злочинна людина» та праці Габріеля Тарда, аналогічної тематики. Золя підтримував тези, що містяться в обох томах про соціальну та антропологічну основу злочину, який можуть викликати як суто зовнішні фактори, так і спадковий тягар. 1886 року письменник уже спеціально анонсував роман про злочинність та залізницю. Інтерес до праці до її створення був настільки великий, що до автора прийшли представники профспілок, залізничники, які сподівалися, що запланований роман зіграє важливу роль у пропаганді експлуатації залізничників, так само, як «Жерміналь» підвищив інтерес до долі шахтарів.

### Вплив справжніх історій
Нотатки автора показують, що Золя свідомо використав в історії «Людини-звіра» щонайменше три справжні кримінальні справи, відомі йому з преси: справу подружжя Фейнару, вбивство префекта департаменту Ер Баррема та відомого польського політика Пуансо. З першої справи письменник використав мотив убивства з помсти: Габріела Фейнару зраджувала свого чоловіка зі співробітником його аптеки, і після розкриття роману чоловік змусив її взяти участь у вбивстві коханця. Це сталося в покинутому будинку в Шату. Вбивства Баррема та Пуансо скоєно в поїздах, а злочинців так і не знайшли. Проте обидва випадки стали приводом для розв'язання насильницьких антиурядових кампаній. Використання достовірних епізодів прискорило роботу зі створення основної дії роману.

## Сюжет

Схема залізничної лінії Париж — Гавр, де розгортаються події

1869 рік. Ідилія сімейства Рубо руйнується, коли чоловік дізнається, що своєю кар'єрою зобов'язаний тому, що його дружина була об'єктом домагань з боку судді Ґранморена. У помічника начальника гаврської станції виникає план ліквідації спокусника, який він практично відразу ж реалізує — встромляє ніж у горло ґвалтівнику, коли той у поїзді повертається до себе в маєток з Парижа. Свідків злочину в нічному експресі немає.
Головний герой твору, Жак Лантьє, працює машиністом на станції в Гаврі, керуючи локомотивом, який він ласкаво називає Лізон. Жак приховує від усіх свою психічну хворобу: він хоче оволодіти жінкою, а потім убити її. Тільки робота — швидкісний потяг — відволікає його думки від бажаного вбивства.
Якось Лізон не може покинути Гавр через поломку; отримавши вимушену відпустку, Жак приїжджає в село до своєї тітки з боку батька Фазі Мізар, дружини керуючого місцевої залізничної станції Круа-де-Мофра. Тітка підозрює, що чоловік із деякого моменту отруює її, бажаючи отримати понад 1000 франків посагу, яким вона ніколи не хотіла з ним ділитися. Жінка сховала гроші у відомому тільки їй місці та оголошує Жаку, що вона швидше помре, ніж віддасть частину цієї суми. Жак також зустрічає її дочку Фльору, котра закохана в нього. Спокушений нею, він знову відчуває бажання вбити молоду жінку, але в останній момент йому вдається втекти від неї. Він досягає залізничних колій, де на мить бачить сцену вбивства в поїзді, який виходить із тунелю. Йому здається, що це плід його власної уяви, проте, за кілька сотень метрів, Мізар і його помічники знаходять на коліях труп, який виявляється одним із королів залізничної промисловості — Ґранмореном.
Розслідування загибелі Ґранморена доручають товаришеві прокурора Руана Денізе. Смерть впливової і багатої людини — величезний політичний скандал: у зв'язку із загибеллю Ґранморена відразу ж піднято історії про його педофільні нахили. Северіна, яка за заповітом померлого отримала від нього майно в Круа-де-Мофра, стає, разом зі своїм чоловіком, однією з підозрюваних.
Жака покликано за свідка. Попри те, що він ніби впізнає вбивць, він занадто захоплений Северіною, щоб судити її і зрештою навмисно вводить слідчих в оману. Спочатку Денізе хоче продовжити розслідування, стверджуючи, що винен рецидивіст Кабюш, житель району Барантен. У нього був серйозний мотив: його наречена Луїзетта, сестра Фльори, після заміжжя Северіни стала служницею в будинку сестри Ґранморена і була зґвалтована ним, а захищаючись, поранила себе, що, разом із загальним шоком, викликало її смерть. Однак Камі-Ламотт, впливовий партнер Ґранморена, переконує слідчого відхилити справу як надто ризиковану з політичної точки зору. Той слідує цій пораді, хоча має доказ провини Северіни: лист, у якому вона просить Ґранморена покинути Париж.
Жак і Северіна стають коханцями, щасливий молодий машиніст перестає відчувати бажання вбити, і вважає, що зцілився. Чоловік Северіни зрештою дізнається про все, але не протестує; після вбивства він став гравцем, який відчуває непереборну потяг до гри, та п'яницею. У шлюбі дедалі частіше виникають сварки. Тим часом Фльора, дізнавшись про коханку Жака, вирішує вбити їх обох у залізничній катастрофі, яку провокує в Круа-де-Мофра. Потяг врізається у віз із камінням; близько десятка загиблих, але Жак та Северіна не постраждали. Збентежена невдачею Фльора, усвідомлюючи можливу відповідальність за виникнення аварії, вчиняє самогубство, кидаючись під поїзд.
Северіна переконує Жака вбити її чоловіка та втекти з нею до Америки. Жак, проте, неспроможний холоднокровно вбивати, хоча він відчуває рецидив хвороби від часу, коли Северіна докладно описала смерть Ґранморена. Коли перша спроба вбивства з цієї причини не вдалася, Северіна готує пастку для чоловіка вдома у Круа-де-Мофра. Вважаючи, що це переконає її коханця вбити її чоловіка, Северіна спокушає його і фліртує; як наслідок, Жак, піддавшись божевіллю, вбив її, а потім утік. Відразу після цього до будинку увійшов Кабюш, де його застали з неживим тілом дівчини на руках. Його звинуватили у вбивстві — разом із Рубо, який опинився неподалік від місця злочину, підійшовши до будинку в цей момент із Мізаром. Жак, знову викликаний як свідок, не каже правди суду, спокійно прирікаючи Рубо на каторжну працю протягом решти життя. Розслідування смерті Ґранморена відновлюється — тепер Денізе більше не сумнівається у провині Кабюша, хоча Рубо заради зняття звинувачення у вбивстві дружини зізнається у скоєному раніше злочині. Проте його версію розцінюють як малоймовірну. Тут також засуджено безневинну людину.
За кілька місяців починається війна з Пруссією; Жак відповідає за транспортування солдатів на фронт. Коли поїзд із солдатами мчить на повній швидкості, між Жаком і механіком Пеке виникає сутичка через жінку. Зрештою обидва випадають із поїзда та гинуть під колесами. Тим часом уже ніким не керований потяг, у якому мобілізовані співають пісень, на всіх парах мчить уперед.

## Особливості та посил роману

### Герої

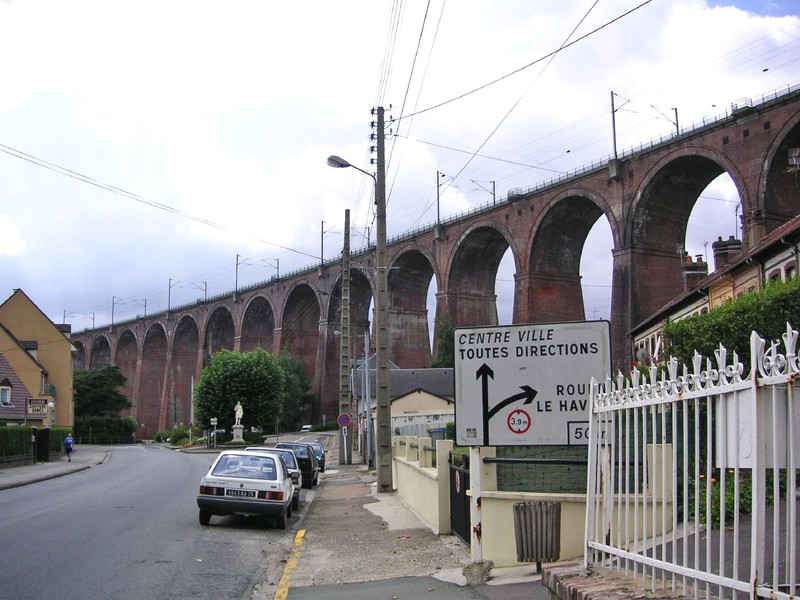
Віадук у Барантені за маршрутом з Парижа до Гавра, описаним у романі

Персонажі «Людини-звіра» повністю визначаються своїм походженням, успадкованими рисами характеру і, меншою мірою, середовищем або конкретними обставинами. Добре видно, що Золя створив героїв роману з метою довести конкретні упереджені ідеї, які розкривають навіть фізіономії більшості головних героїв (у Жака і Мізара «фізичні риси вбивць», обличчя Северіни виражає зруйновані витонченість і невинність, Фльора — втілення простої сільської дівчини). Існування «вбивчих інстинктів» також підтверджується повторюваною темою «тварини», властивою психології персонажів, викликаючи їхні раптові особистісні кризи і змушуючи їх діяти руйнівно. Хоча тема «зовнішньої сили», званої «це» (фр. ça), яка викликає певну поведінку людини, з'явилася вже в раніших томах циклу, в «Людині-звірі» вона повторюється найпослідовніше і викликає найекстремальніші форми поведінки. Персонажі не дуже глибоко описані психологічно, крім аналізу їхньої поведінки в деякі моменти дії, автор їх характеризує тільки накопиченням інформації про зайнятість, інтереси, зовнішність тощо. Золя базує опис кожного персонажа на кількох відмінних рисах (фізичних чи психологічних), які він викликає за кожної появи цього персонажа — наприклад, Рубо неодноразово описано, як людину, яка робить жорсткі жести, Фльору — як «незайману і воїна», а Северіну — як жінку з тривожним виразом очей.

### Тема вбивства

#### «Людина-звір» та «Злочин і кара»
«Людина-звір» вважається вершиною натуралістичної концепції успадкування — показує людину, яка тільки через генетичні фактори, які підсилюють «початкові інстинкти», змушена здійснювати злочини. Мартін Бернард зробив цікаве зіставлення роману зі «Злочином і карою» Ф. М. Достоєвського, вказавши на відмінності в мотивації героя — вбивця як вираз загальних відмінностей в тенденціях у сучасній західній і російській літературі. Золя не тільки знав роман Достоєвського, але, згідно зі збереженими нотатками, хотів, щоб раніше запланований «роман про вбивцю» був порівнянний з романом російського письменника. Однак, на відміну від Достоєвського, чий Раскольников створює філософське обґрунтування скоєного вбивства, Золя розглядає вбивство можливим тільки в момент «гуманізації» людини, миттєвої перемоги інстинкту над розумом. Герой роману, хоча й психічно хворий, не здатний убивати холоднокровно і, здійснюючи злочин, нав'язаний йому вбивчим інстинктом, помноженим на хворобу, майже фізично відчуває «тваринний» бік своєї природи. Аналогічно, інші, здавалося б, благополучні злочини є наслідком аналогічних мотивів: убивство Ґранморена є результатом ревнощів, а Северіна планує вбивство свого чоловіка, одержима хіттю. Таким чином, роман мав виразити конфлікт між тваринною та раціональною природою людини. Автор підкреслює, що розрив з порядною людською поведінкою незворотній: невдовзі після вбивства Рубо починає пити, терпить коханця своєї дружини, не піклується про сім'ю, нехтує роботою, в якій колись був прикладом.
Особливе відсилання до Достоєвського в романі — це постать судді Денізе, амбітної та інтелігентної людини, яка з її «раціональним» поглядом на злочин і спробою викрити вбивць Ґранморена, а потім Северіни, щоразу вибудовує, здавалося б, логічну послідовність подій, яка приводить до неправильної людини. Результатом такого способу міркування — разом із помилковими зізнаннями Жака в обох випадках — є перша підозра, а в другому — засудження невинних людей. Такий збіг одночасно є критикою французької судової системи.

#### «Людина-звір» та «Злочинна людина»
Золя цілком явно черпав елементи концепції злочину з Ломброзо. Він навіть урахував фізичні показники «схильності до злочинності», які видно в Жака, Мізара, Рубо, а можливо, і у Фльори — низький лоб, відсутність волосся на обличчі, гострі риси обличчя тощо. Він підкреслив, що ніякий ступінь розвитку цивілізації або навіть щоденний контакт з останніми винаходами не усунуть уроджених, інколи страхітливих людських інстинктів. Жак залишається схильним до вбивства, хоча працює в оточенні поїздів — символів прогресу. Подібна ситуація з Рубо. Навіть винаходи людської технічної думки несуть ознаки руйнівних інстинктів людей: потяги, що несуть прогрес, є одночасно потужними машинами, що важко керовані і мають величезний потенціал щодо можливостей знищення.

## Критика
Роман викликав суперечливі оцінки — якщо Анатоль Франс у рецензії для Le Figaro писав про те, що епічний талант Золя порівняний з гомерівським пафосом, то Ромен Роллан говорив про наявність у творі «брудного романтизму». Слід зазначити, що роман є одним із найпопулярніших у серії — до 1972 року він посідав четверте місце за кількістю проданих примірників серед інших творів циклу про Ругон-Маккарів.

## Український переклад
- Твори. — Т. 1–18. — Харків. Київ. ДВУ. 1929—1930 [Архівовано 26 квітня 2015 у Wayback Machine.].
  - Том 8. Людина-звір. 358 с. Переклав В. Щербаненко.

## Екранізації
- Звір у людині[de] / Die Bestie im Menschen — німецький фільм, знятий режисером Людвігом Вольффом 1920 року.
- Людина-звір / La Bête humaine, французький фільм, знятий режисером Жаном Ренуаром у 1939 року. В головній ролі Жан Габен.
- Людське бажання[en] / Human Desire, американський фільм, знятий режисером Фріцем Лангом 1954 року. В головній ролі Ґленн Форд.
- Людина-звір[es] / La Bestia humana, аргентинський фільм, знятий режисером Даніелем Тінайре[en] 1957 року.
- Жорстокий поїзд[en] / Cruel Train, англійський телефільм, знятий режисером Малколмом Мак-Кеєм (Malcolm McKay) 1995 року.